# Gornja Germanija
Gornja Germanija (latinsko: Germania Superior), provinca Rimskega cesarstva. Obsegala je ozemlje zahodne Švice, francoski regiji Jura in Alzacija in jugozahodno Nemčijo. Pomembna mesta v provinci so bila Besontio (Besançon), Argentoratum  (Strasbourg), Aquae Mattiacae (Wiesbaden) in njeno upravno središče Mogontiacum (Mainz). Na zahodu je mejila na Belgijsko Galijo, na severu na gornjegermansko-retijski limes, na jugovzhodu in jugu pa na Retijo.

## Nastanek

### Prvi spopadi z Rimljani
Naziva Gornja in Spodnja Germanija se v Cezarjevih Komentarjih galskih vojn ne pojavljata, četudi so v njih opisana ljudstva, ki so bila naseljena na njunem ozemlju.  V Spodnji Germaniji so bili naseljeni Belgi, v Gornji Germaniji pa galska plemena vključno s Helveti,  Sekvani, Levki in Treverji. Na severni obali srednjega Rena so prebivali ostanki germanskih čet, ki so pod Ariovistovim poveljstvom poskušale zavzeti Vesontio (Besançon), vendar jih je Cezar leta 58 pr. n. št. porazil.
Rimljani zasedenega ozemlja niso več zapustili. Kasij Dion piše, da je cesar Avgust v prvih petih letih svojega vladanja (28-23 pr. n. št.) sam prevzel upravljanje vseh glavnih senatskih provinc, v katerih je bila nevarnost vstaje, in sam poveljeval četam, ki so ponovno vzpostavljale red. Po desetih letih je province vrnil senatu in so prišle pod oblast v senatu izvoljenih prokonzulov.
Med temi neodvisnimi provincami je bila tudi Gornja Germanija, ki je očitno  postala provinca v zadnjih letih Rimske republike. Kot provinco jo omenja tudi Tacit v svojih Analih.
Kasij Dion je germanska plemena prišteval h Keltom, morda zato, ker se je Spodnja Germanija takrat imenovala Belgica. Dion ne omenja njenih meja, ampak trdi, da se razteza do izvira Rena. Njegova trditev kaže, da verjetno ni vedel, da je gornji Ren v Švici in izvira iz Bodenskega jezera.

### Meja cesarstva
Avgust je nameraval vso osrednjo Germanijo združiti v eno samo provinco Veliko Germanijo (Germania Magna). Načrt so mu preprečila germanska plemena v bitki v Tevtoburškem gozdu. Avgust je zato sklenil mejo cesarstva postaviti na Renu in Donavi. Na meji so bili od samega začetka stalni konflikti, ki so Rimljane prisilili na povračilne ukrepe in utrjevanje Gornje Germanije. 
Do leta 12 pr. n. št. sta bili zgrajeni veliki vojaški bazi Castra Vetera (Xanten) in Mogontiacum (Mainz), iz katerih je operiral Avgustov posinovljenec in general Neron Klavdij Druz.  Okoli oporišč se je postopoma razvil sistem utrdb. Leta 69-70 n. št. so bile v veliki germanski vstaji in državljanski vojni med legijami vse rimske utrdbe ob Renu in Donavi uničene. Ko se je stanje umirilo, so utrdbe obnovili in jih razširili in zgradili cesto med Mainzom in Augsburgom (Augusta Vindelicorum).
Domicijan je bil leta 83-85 v vojni s Hati, ki so bili naseljeni seveno od Frankfurta (po njih se imenuje Hessen). V tem obdobju je bila zgrajena prva neprekinjena utrjena meja. Sestavljena je bila iz očiščenega terena, ki je omogočal opazovanje, palisade, kjer je bilo mogoče, lesenih opazovalnih stolpov in trdnjav na cestnih križiščih. Sistem je dosegel svoj največji obseg leta 90. Skozi Odenwald je bila zgrajena rimska vojaška cesta in mreža cest, ki so povezovale vse trdnjave in stolpe.

### Obrambna strategija
Načrt za nadziranje in razvoj limesa je bil relativno enostaven. S strateškega stališča je ozemlje med Renom in Donavo, imenovano Agri Decumates, tvorilo izboklino na meji med Kelti in Germani, ki so jo poskušali izkoristiti Germani pod Ariovistovim poveljstvom. Ker so obširni gozdovi omogočali neopazne premike napadalcev, so se Rimljani izboklini odrekli in zgradili obrambni sistem na njeni osnovnici in s tem skrajšali obrambno črto.
Ključna točka obrambe je bila rama izbokline pri Mainzu, kjer so bile zbrane velike taktične in strateške rezerve. Utrdbe v gozdu so bile dokaj slabo branjene in so jih zato pogosto požgali Alemani. Rimljani so bili kljub temu vedno pravočasno obveščeni o germanskih premikih, tako da so legije iz Mainza in Strasburga ali celo Augsburga pravočasno ukrepale.  
Celoten obrambni sistem je uspešno deloval samo takrat, ko je bilo v Mainzu dovolj težko oboroženih vojaških enot. Stalna obramba sama po sebi ni nudila kakšne posebne zaščite in je lahko v najboljšem primeru samo zadrževala nasprotnika, dokler niso v protinapad krenile dodatne enote.
Ko se je stanje na meji umirilo, je limes izgubil svoj prvotni namen in okoli utrdb so začela nastajati naselja. Po letu 150 so lesene utrdbe in stolpe zamenjali kamniti. Vojaki so se preselili v udobne kamnite vojašnice, ki so bile znotraj celo poslikane s freskami. Spremenilo se je tudi germansko prebivalstvo. Borne koče Svebov, narejene iz vejevja, ki jih  opisoval Cezar, so zamenjale udobne romanizirane vasi Hatov in Alemanov.  
Gornja Germanija kot cesarska provinca je bila ponovno ustanovljena leta 90 in zajela velik del ozemlja Lugdunske Galije in ozemlje, naseljeno s Helveti. Eden od njenih prvih in najslavnejših guvernerjev je bil cesar Trajan, ki jo je upravljal od leta 96 do 98, ko je postal rimski cesar.

## Konec province
Rim je okoli leta 300 izgubil oblast v svojih najsevernejših provincah. Deli južne Švice, ki so spadali v Gornjo Germanijo, so bili priključeni k Veliki Sekvaniji (Provincia Maxima Sequanorum) in v zgodnjem 5. stoletju postali del Burgundije. Severni deli so postali del Alemanije. 

## Civitates
- Lopodunum ali Civitas Ulpia Sueborum Nicretum (Ladenburg)
- Civitas Alisinensium (Bad Wimpfen)
- Stuttgart
- Sumelocenna ali Civitas Sumelocennensis (Rottenburg)
- Arae Flaviae (Rottweil)
- Aquae ali Civitas Aquensis (Baden-Baden)
- Mogontiacum ali Civitas Aresacium (Mainz)
- Borbetomagus ali Civitas Vangionum (Worms)
- Noviomagus ali Civitas Nemetum (Speyer)
- Mattiacorum ali Civitas Mattiacorum (Wiesbaden)
- Nida ali Civitas Taunensium (Heddernheim)
- Civitas Auderiensium (Dieburg)